# ABC Cobra
ABC Cobra Veículos Especiais war ein brasilianischer Hersteller von Automobilen und Kit Cars.

## Unternehmensgeschichte
Das Unternehmen aus Santo André begann 2006 mit der Produktion von Automobilen. Der Markenname lautete ABC. Es ist nicht bekannt, wann die Produktion endete. Die letzte gespeicherte Version der Internetseite mit Inhalt stammt von 2009.

## Fahrzeuge
Einziges Modell war die Nachbildung des AC Cobra. Ein Rohrrahmen bildete die Basis. Darauf wurde eine offene Karosserie aus Fiberglas montiert. Ein V8-Motor von Ford trieb die Fahrzeuge an. Nach Herstellerangaben hatte der Motor 302 Kubikzoll, das entspricht 4949 cm³ Hubraum. Manuelle Gangschaltung oder Automatikgetriebe standen zur Wahl. Die Radaufhängungen stammten vom Chevrolet Opala.